# Macquartia flavipalpis
Macquartia flavipalpis là một loài ruồi trong họ Tachinidae.